# Dorien Rookmaker
Dorien Rookmaker, née le 30 juillet 1964 à Petten (Hollande-Septentrionale), est une femme politique néerlandaise. Elle siège au Parlement européen de 2020 à 2024.

## Biographie
Dorien Rookmaker est employée d'assurance et politiquement active pour le parti Démocrates 66 jusqu'en 2018. Elle est candidate aux élections législatives de 1994 et conseillère municipale à Groningue en 2006.
Elle devient membre de la Première Chambre des États généraux le 11 juin 2019, à la suite des élections sénatoriales. Le 20 août suivant, elle rejoint le groupe Otten, issu d'anciens membres du Forum pour la démocratie, fondé en raison de dissensions internes au parti et mené par Henk Otten, chef de file lors des élections sénatoriales. Elle quitte la Première Chambre le 11 février 2020.
Le 1er février 2020, elle devient membre du Parlement européen. Elle n'est affiliée à aucun parti, après avoir quitté le Forum pour la démocratie, parti sur la liste duquel elle est élue en 2019. Placée en quatrième position sur la liste, elle bénéficie du siège supplémentaire alloué au parti au Parlement européen après le retrait du Royaume-Uni de l'Union européenne.
En 2022, elle fonde le parti Plus de démocratie directe (Meer Directe Democratie - MDD) dont elle est tête de liste aux élections européennes du 6 juin 2024, mais celui-ci n'obtient aucun siège.